# Michele Fiaschi
Michele Fiaschi (Carrara, prima del 1842 – ?, XIX secolo) è stato un artigiano italiano attivo nella prima metà del XIX secolo.
La sua attività è documentata principalmente in Sardegna, dove collaborò con lo scultore Francesco Cucchiari nella realizzazione di arredi sacri in marmo destinati a chiese e cimiteri.

## Attività
A partire almeno dal 1842, Michele Fiaschi lavorò con Francesco Cucchiari in diverse località della Sardegna. I due artigiani detenevano un sostanziale monopolio nella produzione di arredi marmorei per edifici ecclesiastici, contribuendo in modo significativo alla diffusione dell’arte marmorea neoclassica sull’isola. Tra le opere documentate figura il fonte battesimale realizzato nel 1844 per la Chiesa di San Michele Arcangelo a Gonnostramatza (in sostituzione del precedente fonte ligneo), la tribuna in muratura dell'altare maggiore della chiesa di Sant'Ignazio di Loyola ad Oliena, realizzato nel 1843 e il pulpito in marmo della cattedrale di Nuoro (1850-1854).
La presenza di Fiaschi in Sardegna è parte di un più ampio fenomeno di migrazione di artigiani carraresi, come Ceccardo Franchi, che portarono le competenze della lavorazione del marmo nel contesto artistico e devozionale sardo dell’Ottocento.